# Алдуин I (граф Ангулема)
Алдуин I (Ильдуин, Хильдуин, Одуэн; фр. Alduin Ier, лат. Audoin, Hildouin; умер 27 марта 916) — граф Ангулема из рода Тайлефер.

## Биография
По свидетельству Адемара Шабанского, Алдуин был старшим сыном графа Ангулема и Перигора Вульгрина I. После смерти отца он поделил наследство с братом Гильомом I, которому достался Перигор.
Пытаясь защитить свои владения от набегов викингов, Алдуин I в 886 году приказал обнести Ангулем городской стеной.
По преданию, Алдуин I во время одного из норманнских набегов взял на хранение реликвию — частицу Креста Господня, и потом отказался вернуть её аббатству Шарру. Был поражён за это тяжёлой болезнью, но излечился, возвратив святыню церкви.
Граф Алдуин I скончался 27 марта 916 года. Похоронен в аббатстве Сен-Сибар.
Алдуин I был женат на женщине знатного происхождения, имя которой не сохранилось. В этом браке родился сын Гильом II Тайлефер (умер в 945). Поскольку к моменту смерти отца тот был ещё несовершеннолетним, графом Ангулема стал Адемар, вероятно, брат жены Алдуина.